# Paimionjoki
Le fleuve Paimio (Paimionjoki en finnois, Pemar å en suédois) est un fleuve du Sud-Ouest de la Finlande. Il prend sa source sur la commune de Somero, au lac de Painio, à une altitude de 81 mètres et coule ensuite vers la Mer Baltique suivant un axe Est-Ouest dans une vallée agricole, avant de virer vers le Sud au niveau du village de Tarvasjoki, juste après avoir reçu son principal affluent de rive droite, la Tarvasjoki.
Il traverse les communes de Koski Tl, Marttila, Tarvasjoki, Paimio et rejoint la mer au niveau de l'archipel de Turku, dans le golfe de Paimio.
La ville de Turku y effectue des pompages, comme dans l'Aura.